# Herjólfr hornbrjótr
Herjólfr hornbrjótr (del nórdico antiguo: rompedor de cuernos) fue un caudillo vikingo de Noruega, rey de Härjedalen, (hoy territorio de Suecia) en el siglo IX. Su figura aparece en diversas fuentes de las sagas nórdicas, entre ellas Landnámabók, o el libro de los asentamientos, como uno de los más notables antepasados de colonos noruegos en Islandia.
La historia de Herjólfr como primer caudillo que se asentó en Härjedalen procede de versiones más antiguas de manuscritos que no han sobrevivido, posiblemente del siglo XII. La versión del manuscrito AM 114 a qv., es una compilación de diversas fuentes sobre asuntos fronterizos entre Noruega y Suecia y los datos aportados han permitido vincular a Herjólfr como miembro del clan familiar de Halfdan el Negro.